# Trochosa phyllis
Trochosa phyllis este o specie de păianjeni din genul Trochosa, familia Lycosidae. A fost descrisă pentru prima dată de Hogg, 1905.
Este endemică în South Australia. Conform Catalogue of Life specia Trochosa phyllis nu are subspecii cunoscute.